# Homologija (matematika)
U matematici, homologija je opšti način povezivanja niza algebarskih objekata kao što su abelove grupe ili moduli sa drugim matematičkim objektima kao što su topološki prostori. Homološke grupe su prvobitno definisane u algebarskoj topologiji. Slične konstrukcije su dostupne u širokom spektru drugih konteksta, kao što su apstraktna algebra, grupe, Lijeva algebra, teorija Galoa i algebarska geometrija.
Prvobitna motivacija za definisanje grupa homologije bila je opservacija da se dva oblika mogu razlikovati putem ispitivanja njihovih otvora. Na primer, krug nije disk, jer krug ima otvor kroz njega dok je disk pun, a obična sfera nije krug, jer sfera okružuje dvodimenzionalni otvor, dok krug okružuje jednodimenzionalni otvor. Međutim, pošto je otvor „ne postoji”, nije odmah očigledno kako definisati otvor ili kako razlikovati različite vrste otvora. Homologija je izvorno bila rigorozna matematička metoda za definiranje i kategorizaciju otvora u mnogostrukosti. Slobodno govoreći, ciklus je zatvorena podmnogostrukost, granica je ciklus koji je takođe granica podmnogostrukosti, a klasa homologije (koja predstavlja otvor) je ekvivalentna klasi ciklusa po modularnim granicama. Klasa homologije je stoga predstavljena ciklusom koji nije granica bilo koje podmnogostrukosti: ciklus predstavlja otvor, odnosno hipotetičnu mnogostrukost čija bi granica bila taj ciklus, ali koji „nije tamo”.
Postoji mnogo različitih teorija homologije. Određeni tip matematičkog objekta, kao što je topološki prostor ili grupa, može imati jednu ili više povezanih teorija homologije. Kada osnovni objekat ima geometrijsku interpretaciju kao topološki prostori, n-ta grupa homologije predstavlja ponašanje u dimenziji n. Većina grupa ili modula homologije moge se formulisati kao izvedeni funktori na odgovarajućim Abelovskim kategorijama, merenjem neuspeha jednog funktora da bude tačan. Iz ove apstraktne perspektive, grupe homologije se određuju objektima izvedene kategorije.

## Pozadina

### Poreklo
Smatra se da je teorija homologije nastala sa Ojlerovom formulom poliedra, ili Ojlerovom karakteristikom. Tomo je sledela Rimanova definicija numeričkih invarijanti rodova i n-tostruke povezanosti iy 1857. godine i Betijev dokaz nezavisnosti „homoloških brojeva” od izbora baze iz 1871. godine.
Sama homologija je razvijena kao način za analizu i klasifikaciju mnogostrukosti prema njihovim ciklusima - zatvorenim petljama (ili opštije podmnogostrukostima) koje se mogu nacrtati na datoj n-dimenzionalnoj mnogostrukosti, ali ne i kontinuirano deformisanih jedne u druge. Ovi ciklusi se ponekad pominju i kao rezovi koji se mogu spojiti zajedno ili kao spojevi koji se mogu pričvrstiti i odvojiti. Ciklusi su klasifikovani po dimenzijama. Na primer, linija nacrtana na površini predstavlja 1-ciklus, zatvorenu petlju ili {\displaystyle S^{1}} (1-mnogostrukost), dok je površina prerezana kroz trodimenzionalnu mnogostrukost 2-ciklus.

### Površine
Na običnoj sferi {\displaystyle S^{2}}, ciklus b u dijagramu može se smanjiti do pola, a čak i ekvatorijalna velika kružnica a može se smanjiti na isti način. Teorema Žordanove krive pokazuje da se bilo koji proizvoljni ciklus, kao što je c, može slično smanjiti do tačke. Svi ciklusi na sferi se stoga mogu kontinuirano transformisati jedan u drugi i pripadati istoj klasi homologije. Za njih se kaže da su homologni do nule. Presecanje mnogostrukosti duž ciklusa homolognog nuli razdvaja mnogostrukost na dve ili više komponenti. Na primer, sečenje sfere duž a proizvodi dve hemisfere.
Ovo se generalno ne odnosi na cikluse na drugim površinama. Torus {\displaystyle T^{2}} ima cikluse koji se ne mogu kontinuirano deformirati jedan u drugi, na primer u dijagramu ni jedan od ciklusa a, b ili c ne može biti deformisan jedan u drugi. Konkretno, ciklusi a i b se ne mogu smanjiti u tačku, dok ciklus c može, što ga čini homolognim na nulu.
Ako je površina torusa isečena duž oba ciklusa a i b, ona se može otvoriti i spljoštiti u pravougaonik ili, još bolje, kvadrat. Jedan suprotan par strana predstavlja rez duž a, a drugi suprotan par predstavlja rez duž b.
Rubovi kvadrata mogu se zatim spojiti zajedno na različite načine. Kvadrat može biti zaokrenut da bi se ivice mogle susresti u suprotnom smeru, kao što je prikazano strelicama na dijagramu. U zavisnosti od simetrije, postoje četiri različita načina spajanja strana, od kojih svaka stvara različitu površinu:

## Literatura
- Cartan, Henri Paul and Eilenberg, Samuel (1956) Homological Algebra Princeton University Press, Princeton, NJ, OCLC 529171
- Eilenberg, Samuel and Moore, J. C. (1965) Foundations of relative homological algebra (Memoirs of the American Mathematical Society number 55) American Mathematical Society, Providence, R.I., OCLC 1361982
- Homology group at Encyclopaedia of Mathematics
- Hilton, Peter (1988). „A Brief, Subjective History of Homology and Homotopy Theory in This Century”. Mathematics Magazine. Mathematical Association of America. 60 (5): 282—291. JSTOR 2689545. doi:10.1080/0025570X.1988.11977391.
- Teicher, M., ур. (1999), The Heritage of Emmy Noether, Israel Mathematical Conference Proceedings, Bar-Ilan University/American Mathematical Society/Oxford University Press, ISBN 978-0-19-851045-1, OCLC 223099225
- Richeson, D.; Euler's Gem: The Polyhedron Formula and the Birth of Topology, Princeton University (2008)
- Spanier, Edwin H (1966). Algebraic Topology. ISBN 0-387-90646-0.. Springer, p. 155,. .
- Timothy Gowers, June Barrow-Green, Imre Leader , The Princeton Companion to Mathematics. Princeton University Press. 2010. ISBN 9781400830398., .
- Stillwell, John (1993). „Homology Theory and Abelianization”. Classical Topology and Combinatorial Group Theory. Graduate Texts in Mathematics. 72. Springer. стр. 169—184. ISBN 978-0-387-97970-0. doi:10.1007/978-1-4612-4372-4_6.
- Charles A. Weibel , History of Homological Algebra, chapter 28 in the book History of Topology. 1999. ISBN 9780080534077. Спољашња веза у |title= (помоћ). by I.M. James, Elsevier, .
- Allegretti, Dylan G. L. (2008), Simplicial Sets and van Kampen's Theorem (Discusses generalized versions of van Kampen's theorem applied to topological spaces and simplicial sets).
- Bredon, Glen E. (1993), Topology and Geometry, Graduate Texts in Mathematics, 139, Springer, ISBN 0-387-97926-3
- Brown, R. (2007), Higher dimensional group theory, Архивирано из оригинала 14. 05. 2016. г., Приступљено 26. 06. 2023 (Gives a broad view of higher-dimensional van Kampen theorems involving multiple groupoids).
- Brown, R.; Razak, A. (1984). „A van Kampen theorem for unions of non-connected spaces”. Arch. Math. 42: 85—88. S2CID 122228464. doi:10.1007/BF01198133.. "Gives a general theorem on the fundamental groupoid with a set of base points of a space which is the union of open sets."
- Brown, R.; Hardie, K.; Kamps, H.; Porter, T. (2002). „The homotopy double groupoid of a Hausdorff space”. Theory Appl. Categories. 10 (2): 71—93.
- Brown, R.; Higgins, P.J. (1978). „On the connection between the second relative homotopy groups of some related spaces”. Proc. London Math. Soc. S3-36 (2): 193—212. doi:10.1112/plms/s3-36.2.193.. "The first 2-dimensional version of van Kampen's theorem."
- Brown, Ronald; Higgins, Philip J.; Sivera, Rafael (2011), Nonabelian Algebraic Topology: Filtered Spaces, Crossed Complexes, Cubical Homotopy Groupoids, European Mathematical Society Tracts in Mathematics, 15, European Mathematical Society, ISBN 978-3-03719-083-8, arXiv:math/0407275 , Архивирано из оригинала 2009-06-04. г. This provides a homotopy theoretic approach to basic algebraic topology, without needing a basis in singular homology, or the method of simplicial approximation. It contains a lot of material on crossed modules.
- Fraleigh, John B. (1976), A First Course In Abstract Algebra (2nd изд.), Reading: Addison-Wesley, ISBN 0-201-01984-1
- Greenberg, Marvin J.; Harper, John R. (1981), Algebraic Topology: A First Course, Revised edition, Mathematics Lecture Note Series, Westview/Perseus, ISBN 9780805335576. A functorial, algebraic approach originally by Greenberg with geometric flavoring added by Harper.
- Hatcher, Allen (2002), Algebraic Topology, Cambridge: Cambridge University Press, ISBN 0-521-79540-0. A modern, geometrically flavoured introduction to algebraic topology.
- Higgins, Philip J. (1971), Notes on categories and groupoids, Van Nostrand Reinhold, ISBN 9780442034061
- Maunder, C. R. F. (1970), Algebraic Topology, London: Van Nostrand Reinhold, ISBN 0-486-69131-4
- tom Dieck, Tammo (2008), Algebraic Topology, EMS Textbooks in Mathematics, European Mathematical Society, ISBN 978-3-03719-048-7
- van Kampen, Egbert (1933), „On the connection between the fundamental groups of some related spaces”, American Journal of Mathematics, 55 (1): 261—7, JSTOR 51000091
- Hatcher, Allen (2002). Algebraic topology. Cambridge University Press. ISBN 0-521-79540-0.. and.
- Hazewinkel Michiel, ур. (2001). „Algebraic topology”. Encyclopaedia of Mathematics. Springer.  978-1556080104.
- May, J. Peter (1999). A Concise Course in Algebraic Topology (PDF). University of Chicago Press. Архивирано (PDF) из оригинала 2022-10-09. г. Приступљено 2008-09-27.
- Cayley, A. (1854). „On the theory of groups, as depending on the symbolic equation θn = 1”. Philosophical Magazine. 4th series. 7 (42): 40—47. doi:10.1080/14786445408647421.
- Kronecker, Leopold (1895). „Auseinandeesetzung einiger eigenschaften der klassenanzahl idealer complexer zahlen” [An exposition of some properties of the class number of ideal complex numbers].  Ур.: Hensel, Kurt. Leopold Kronecker's werke : Herausgegeben auf veranlassung der Königlich preussischen akademie der wissenschaften. Leipzig ; Berlin : B.G. Teubner. стр. 275.
- Frobenius, G. (април 2008). Превод: Gutfraind, Sasha. „Neuer Beweis des Sylowschen Satzes” [New Proof of Sylow's Theorem] (PDF). Journal für die reine und angewandte Mathematik (на језику: немачки). 1887 (100): 179—181. S2CID 117970003. doi:10.1515/crll.1887.100.179.
- Beltiţă, Daniel (2006). Smooth Homogeneous Structures in Operator Theory. CRC Monographs and Surveys in Pure and Applied Mathematics. 137. CRC Press. ISBN 978-1-4200-3480-6. MR 2188389.
- Boza, Luis; Fedriani, Eugenio M.; Núñez, Juan (2001-06-01). „A new method for classifying complex filiform Lie algebras”. Applied Mathematics and Computation. 121 (2–3): 169—175. ISSN 0096-3003. doi:10.1016/s0096-3003(99)00270-2.
- Hofmann, Karl H.; Morris, Sidney A (2007). The Lie Theory of Connected Pro-Lie Groups. European Mathematical Society. ISBN 978-3-03719-032-6.
- Humphreys, James E. (1978). Introduction to Lie Algebras and Representation Theory. Graduate Texts in Mathematics. 9 (2nd изд.). Springer-Verlag. ISBN 978-0-387-90053-7.
- Jacobson, Nathan (1979) [1962]. Lie algebras. Dover. ISBN 978-0-486-63832-4.
- Kac, Victor G.;  . Course notes for MIT 18.745: Introduction to Lie Algebras. Архивирано из оригинала 2010-04-20. г.
- Mubarakzyanov, G.M. (1963). „On solvable Lie algebras”. Izv. Vys. Ucheb. Zaved. Matematika (на језику: руски). 1 (32): 114—123. MR 153714. Zbl 0166.04104.
- O'Connor, J.J; Robertson, E.F. (2000). „Biography of Sophus Lie”. MacTutor History of Mathematics Archive.
- O'Connor, J.J; Robertson, E.F. (2005). „Biography of Wilhelm Killing”. MacTutor History of Mathematics Archive.
- Popovych, R.O.; Boyko, V.M.; Nesterenko, M.O.; Lutfullin, M.W.;  . (2003). „Realizations of real low-dimensional Lie algebras”. J. Phys. A: Math. Gen. 36 (26): 7337—60. Bibcode:2003JPhA...36.7337P. S2CID 9800361. arXiv:math-ph/0301029 . doi:10.1088/0305-4470/36/26/309.
- Serre, Jean-Pierre (2006). Lie Algebras and Lie Groups (2nd изд.). Springer. ISBN 978-3-540-55008-2.
- Steeb, Willi-Hans (2007). Continuous Symmetries, Lie Algebras, Differential Equations and Computer Algebra (2nd изд.). World Scientific. ISBN 978-981-270-809-0. MR 2382250. doi:10.1142/6515.
- Varadarajan, Veeravalli S. (2004). Lie Groups, Lie Algebras, and Their Representations (1st изд.). Springer. ISBN 978-0-387-90969-1.